# Caesalpinia coulterioides
Caesalpinia coulterioides  es una especie de  leguminosa de la familia Fabaceae.

## Descripción
Es un arbusto que alcanza un tamaño de hasta 4 m de alto, con hojas con 5-10 pares de pinnas y foliolos 8-12 pares, oblongo-elípticos de hasta 18 x 8 mm. Las flores en racimos de 15-25 cm,  y legumbres rectas o subfalcadas hacia el ápice de 9 x 2,2 cm.

## Distribución geográfica
Se distribuye por el sur de Bolivia y norte de Argentina a una altitud de 1400 a 2800 metros en las cerros y márgenes de las selvas.

## Taxonomía
Caesalpinia coulterioides fue descrita por August Heinrich Rudolf Grisebach y publicado en Symbolae ad Floram Argentinam 113. 1879.
Etimología
Caesalpinia: nombre genérico que fue otorgado en honor del botánico italiano Andrea Cesalpino (1519-1603).
coulterioides: epíteto